# Japen
Japen, Indonesisch: Pulau Yapen en historisch ook Jobi, is een eiland in de Indonesische provincie Papoea. Het bevindt zich in de Geelvinkbaai, ten zuiden van het eiland Biak. Japen heeft een oppervlakte van 2227 km² en rijst op tot 1401 meter boven zeeniveau.

## Geschiedenis
Er zijn aanwijzingen dat er Chinese handelscontacten zijn geweest met het dorp Ansus dat op het westelijk deel van Japen ligt, maar deze aanwijzingen zijn weinig concreet. Schouten en Le Maire voeren in 1616 tussen Biak en Japen door, daarbij in de veronderstelling verkerend dat Japen deel was van het vasteland van Nieuw-Guinea. In 1705 voer Jacob Weyland door de Geelvinkbaai aan de zuidkant van Japen waarna het als eiland op de kaart verscheen. Toen in de negentiende eeuw paradijsvogelveren op dameshoeden in de mode waren in Europa, kwamen jagers op paradijsvogels naar dit gebied. Later kwam het eiland onder Nederlands bestuur als onderdeel van de afdeling Geelvinkbaai, en de onderafdeling Japen, die als hoofdplaats Serui had. Tegenwoordig is Serui nog steeds de belangrijkste plaats op het eiland en tevens hoofdstad van het district Yapen.

## Geologie
Japen ligt op een aardbreuk en is vulkanisch. Daardoor is het zeer vruchtbaar, in tegenstelling tot het eiland Biak, dat hoofdzakelijk uit kalksteen bestaat. Het gebergte van het eiland is zeer ontoegankelijk doordat de bergen steil zijn en bedekt met een dun laagje vegetatie en primair regenwoud. Daarom liggen vrijwel alle dorpen aan de kust en gaat het transport over water.

## Fauna
De volgende zoogdieren komen er voor:
- Huismuis (Mus domesticus) (geïntroduceerd)
- Pacifische rat (Rattus exulans) (geïntroduceerd)
- Zwarte rat (Rattus rattus) (geïntroduceerd)
- Dasyurus cf. albopunctatus
- Murexia longicaudata
- Myoictis melas
- Echymipera clara
- Echymipera kalubu
- Echymipera rufescens
- Peroryctes raffrayana
- Dendrolagus inustus
- Dorcopsis muelleri
- Thylogale cf. browni
- Phalanger orientalis
- Spilocuscus maculatus
- Dactylopsila trivirgata
- Petaurus breviceps
- Pseudochirops albertisii
- Pseudochirulus canescens
- Hydromys chrysogaster
- Paramelomys moncktoni
- Paramelomys platyops
- Mammelomys rattoides
- Melomys rufescens
- Rattus jobiensis
- Uromys caudimaculatus
- Dobsonia magna
- Dobsonia minor
- Nyctimene aello
- Pteropus conspicillatus
- Pteropus pohlei
- Rousettus amplexicaudatus
- Syconycteris australis
- Emballonura beccarii
- Emballonura raffrayana
- Aselliscus tricuspidatus
- Hipposideros ater
- Hipposideros calcaratus
- Hipposideros cervinus
- Hipposideros diadema
- Rhinolophus euryotis
- Miniopterus australis
- Miniopterus tristis
- Chaerephon jobensis